# Frankfort (Kentucky)
Frankfort is de hoofdstad van de Amerikaanse staat Kentucky en de hoofdplaats van Franklin County. In 2000 had de stad 27.741 inwoners. Het is niet de grootste stad van Kentucky maar ligt centraal tussen de twee grootste steden van de staat, Louisville en Lexington.
Frankfort werd in 1780 door James Wilkinson gesticht aan de noordelijke oever van de rivier de Kentucky bij een voorde. Hier was dat jaar de pionier Stephan Frank omgekomen in een schermutseling met indianen, vandaar de naam ´Frank´s Ford´ dat Frankfort werd (de naam heeft dus niets te maken met het Duitse Frankfurt). De plaats werd in 1792 gekozen tot hoofdstad van Kentucky. Tijdens de Amerikaanse Burgeroorlog werd de stad korte tijd bezet door de Geconfedereerde Staten van Amerika. In 1937 overstroomde de stad toen de Kentucky als gevolg van zware regenval buiten haar oevers trad.

## Plaatsen in de nabije omgeving
De onderstaande figuur toont nabijgelegen plaatsen in een straal van 28 km rond Frankfort.

## Geboren
- Albert Fall (1861-1944), senator en minister van Binnenlandse Zaken
- Will Chase (1970), acteur